# Dolanjski Jarak
Dolanjski Jarak – wieś w Chorwacji, w żupanii zagrzebskiej, w mieście Jastrebarsko. W 2011 roku liczyła 32 mieszkańców.